# Foxmail
Foxmail è un programma di posta elettronica gratuito, un Client di posta creato dalla cinese Boda Inc., ora Tencent Inc.  Ha oltre 3 milioni di utenti nella sola Cina.
L'autore iniziale Zhang Xiaolong (张小龙) era studente della HUST-Huazhong University of Science and Technology a Wuhan.
Ora supporta i protocolli POP3 e dalla versione 6.5 beta 2 anche IMAP4.
È disponibile anche, con traduzioni non ufficiali, in francese, tedesco e italiano.

## Campi intestazione a 8 bits
Foxmail 5 viola le specifiche RFC 822 (e 2822, 5322) mettendo caratteri a 8 bit nell'oggetto e nei campi di intestazione indirizzo. Questo può causare che il messaggio venga catalogato come possibile spam, dimostrato ad esempio da questa analisi di SpamAssassin:
```
 pts rule name              description
---- ---------------------- --------------------------------------------------
 0.1 FROM_NO_LOWER          From address has no lower-case characters
 4.3 SUBJ_ILLEGAL_CHARS     Subject: has too many raw illegal characters
 1.6 HEAD_ILLEGAL_CHARS     Headers have too many raw illegal characters
```

## Funzioni principali
- Account multipli (per gestione autonoma o multi-utente), ciascun account può rilevare più server POP3
- Protezione degli account con password e cifratura delle caselle di posta personali.
- Mail in formato testo o HTML (in composizione/lettura).
- Amministrazione degli account POP a distanza.
- Filtri, modelli e gestione delle ricevute di ritorno (conferme di lettura).
- Supporto S/MIME e SSL per maggior sicurezza/privacy.
- Filtraggio Anti-Spam evoluto (white & black-list, filtri Baynesiani e regole).
- Supporto Unicode
- Utilizzo su supporti removibili (Chiavette USB, CM Flash, dischi Zip...).
- Colorazione del testo (con tavoletta grafica per esempio).
- Aggregatore di flussi RSS.
- Mail Express per l'invio di e-mail direttamente al dominio del destinatario.
- Importazione rapida degli account e messaggi di posta da Outlook-Express e messaggi formattati con estensione .EML
- Importa le rubriche indirizzi in formato wab (Windows Address Book), testo e csv
- Supporto IMAP (dalla versione 6.5 beta 2)
- Il supporto per webmail, gli account di posta accessibili solo via Web, come Hotmail.com, Yahoo.com, Msn.com, è disponibile mediante il software correlato FoxHot, che svolge la funzione di Proxy per la ricezione ed invio di messaggi di account di posta elettronica in locale; non funzionante con gli account Hotmail.com successivi al 2004 o Hotmail.it;